# Matignicourt-Goncourt
Matignicourt-Goncourt is een gemeente in het Franse departement Marne (regio Grand Est) en telt 127 inwoners (2011). De plaats maakt deel uit van het arrondissement Vitry-le-François.

## Geografie
De oppervlakte van Matignicourt-Goncourt bedraagt 9,5 km², de bevolkingsdichtheid is dus 13 inwoners per km².
Het landschap wordt vooral gekenmerkt door maïsvelden en grindafgravingen. Deze vormen schitterende meren waar vooral op karper, meerval, steur,... gevist wordt.
De onderstaande kaart toont de ligging van Matignicourt-Goncourt met de belangrijkste infrastructuur en aangrenzende gemeenten.

## Demografie
Onderstaande figuur toont het verloop van het inwonertal (bron: INSEE-tellingen).